# Десятово
Деся́тово — село в Кожевниковском районе Томской области, Россия. Входит в состав Новопокровского сельского поселения.

## География
Село находится на трассе Кожевниково—Мельниково, на левом берегу реки Десятовки, возле самой административной границы с Шегарским районом.

## История
Основано в 1826 г. В 1926 году состояло из 199 хозяйств, основное население — русские. Центр Десятовского сельсовета Богородского района Томского округа Сибирского края.

## Население
| 1926 | 2002 | 2010 | 2012 | 2013 | 2014 | 2015 |
| ---- | ---- | ---- | ---- | ---- | ---- | ---- |
| 1053 | ↘312 | ↗330 | ↗335 | ↗339 | ↘320 | ↗335 |
| 2021 |      |      |      |      |      |      |
| ↗337 |      |      |      |      |      |      |

## Социальная сфера и экономика
В селе работают фельдшерско-акушерский пункт, общая образовательная школа, дом культуры.

## Известные жители и уроженцы
- Жарков, Геннадий Петрович — участник Великой Отечественной войны, полный кавалер ордена Славы.